# Монтевизија
Монтевизија је била музички такмичарски програм. Првобитно је била црногорско полуфинале у ком су бирани такмичари Црне Горе за Европесму-Еуропјесму, национално финале за избор представника Србије и Црне Горе на Песми Евровизије, да би била поново покренута 2018. и 2019. као избор за црногорског представника на Песми Евровизије. Година 2008. и 2009. се одржавао програм сличног формата, под именом Монтенегросонг, а од 2025. као Монтесонг.
Монтевизију је организовала Радио и телевизија Црне Горе (РТЦГ). Друго полуфинално такмичење Европесме-Еуропјесме је била Беовизија, коју је организовала Радио-телевизија Србије (РТС).

## Издања
| Година | Држава             | Победници        | Победници               | Пласман на Евровизији                | Реф. |
| Година | Држава             | Извођач(и)       | Песма                   | Пласман на Евровизији                | Реф. |
| ------ | ------------------ | ---------------- | ----------------------- | ------------------------------------ | ---- |
| 2005.  | Србија и Црна Гора | No Name          | Заувијек моја           | 7. место                             |      |
| 2006.  | Србија и Црна Гора | Стеван Феди      | Ципеле                  | Није победио на Европесми-Еуропјесми |      |
| 2007.  | Црна Гора          | Стеван Феди      | Ајде, крочи             | Испао у полуфиналу                   |      |
| 2009.  | Црна Гора          | Андреа Демировић | Just Get Out of My Life | Испала у полуфиналу                  |      |
| 2018.  | Црна Гора          | Вања Радовановић | Иње                     | Испао у полуфиналу                   |      |
| 2019.  | Црна Гора          | Д мол            | Heaven                  | Испали у полуфиналу                  |      |